# Sądki
Sądki (deutsch Ludwigsgabe) war ein Ort in der polnischen Woiwodschaft Ermland-Masuren. Seine Ortsstelle liegt im Bereich der Gmina Bartoszyce (Landgemeinde Bartenstein) im Powiat Bartoszycki (Kreis Bartenstein (Ostpr.)).

## Geographische Lage
Sądki liegt in der nördlichen Mitte der Woiwodschaft Ermland-Masuren, acht Kilometer südöstlich der einstigen und heute auf russischem Gebiet gelegenen Kreisstadt Preußisch Eylau (russisch Bagrationowsk) bzw. 16 Kilometer nordwestlich der heutigen Kreismetropole Bartoszyce (deutsch Bartenstein).

## Geschichte
1841 ist das Gründungsjahr von Ludwigsgabe, einem kleinen Gehöft und Vorwerk zum Gut Beisleiden (polnisch Bezledy) im ostpreußischen Kreis Preußisch Eylau. Bis zum  Jahre 1945 war der Ort ein Wohnplatz in der Gemeinde Beisleiden.
Als Ludwigsgabe mit dem gesamten südlichen Ostpreußen 1945 in Kriegsfolge zu Polen kam, erhielt es die polnische Namensform „Sądki“. Dann allerdings verliert sich seine Spur, denn der Name wird nicht mehr offiziell erwähnt. Der Ort dürfte heute in Bezledy aufgegangen sein. Seine Ortsstelle ist nicht mehr erkennbar.

## Kirche
Bis 1945 war Ludwigsgabe kirchlich sowohl evangelischerseits als auch römisch-katholischerseits nach Preußisch Eylau eingepfarrt.

## Verkehr
Die Ortsstelle Ludwigsgabes resp. Sądkis liegt nördlich der Straße Bezledy–Solno. Sie ist nicht mehr wahrzunehmen.